# Kristofer Berglund
Kristofer Berglund (* 12. August 1988 in Umeå) ist ein schwedischer Eishockeyspieler, der seit 2020 bei Brynäs IF in der Svenska Hockeyligan unter Vertrag steht.

## Karriere
Kristofer Berglund begann seine Karriere als Eishockeyspieler in seiner Heimatstadt in der Nachwuchsabteilung von IF Björklöven, für dessen Profimannschaft er von 2005 bis 2008 in der HockeyAllsvenskan, der zweiten schwedischen Spielklasse, aktiv war. Anschließend wurde er im NHL Entry Draft 2008 in der fünften Runde als insgesamt 125. Spieler von den St. Louis Blues ausgewählt. Der Verteidiger blieb jedoch zunächst in seiner schwedischen Heimat und erhielt einen Vertrag beim Luleå HF aus der Elitserien. In seiner ersten Spielzeit in der höchsten schwedischen Eishockeyliga erzielte er in der Saison 2008/09 in insgesamt 57 Spielen drei Tore und gab 25 Vorlagen. Daraufhin wurde er vom HK Sibir Nowosibirsk im erstmals durchgeführten KHL Junior Draft in der vierten Runde als insgesamt 73. Spieler ausgewählt. 
Nach einem weiteren Jahr in Luleå wurde Berglund zur Saison 2010/11 von dessen Elitserien-Konkurrenten Färjestad BK verpflichtet, mit dem er auf Anhieb den schwedischen Meistertitel gewann. 
Ab April 2014 stand Berglund bei HV71 in der Svenska Hockeyligan unter Vertrag und gewann mit diesem 2017 seine zweite schwedische Meisterschaft.
Im Mai 2019 wurde er von Dinamo Riga aus der Kontinentalen Hockey-Liga verpflichtet und kam in 49 KHL-Partien auf 5 Scorerpunkte für Dinamo. Im März 2020 erhielt er einen Vertrag bei Brynäs IF.

### International
Für Schweden nahm Berglund im Juniorenbereich an der U18-Junioren-Weltmeisterschaft 2006 sowie der U20-Junioren-Weltmeisterschaft 2008 teil. Bei der U20-WM 2008 gewann er mit seiner Mannschaft die Silbermedaille und wurde zudem zu einem der drei besten Spieler seines Teams gewählt.

## Erfolge und Auszeichnungen
- 2011 Schwedischer Meister mit Färjestad BK
- 2017 Schwedischer Meister mit HV71

### International
- 2008 Silbermedaille bei der U20-Junioren-Weltmeisterschaft

## Elitserien-Statistik
(Stand: Ende der Saison 2018/19)

## Familie
Kristofer Berglunds Vater Rolf Berglund und sein Bruder Oskar Berglund waren ebenfalls Eishockeyspieler. 